# Rhytidoponera araneoides
Rhytidoponera araneoides is een mierensoort uit de onderfamilie van de Ectatomminae. De wetenschappelijke naam van de soort is voor het eerst geldig gepubliceerd in 1842 door Le Guillou.